# Legend of Ares
The Legend of Ares, también conocido como LoA, es un videojuego de rol en línea (MMORPG) disponible para los sistemas Windows, que tiene su origen en Corea, pero actualmente es jugado en todos los continentes.
Surgió en el año 2005, con una enorme cantidad de jugadores de todo el mundo, aunque últimamente ha ido perdiendo éxito debido a los fallos que hay en su programación, puesto que aún hoy en día los Game Masters no son capaces de solucionar problemas como el famoso "hack" que permite a los jugadores ejercer todo tipo de trampas absolutamente ilegales. 
LoA es un juego basado principalmente en el entrenamiento de un personaje base, empezando desde cero, que con fortuna y destreza tendrá que ir consiguiendo equipamiento y habilidades. Otra de las facetas más logradas en este juego son los combates PvP, también conocidos como Player vs Player. 
- Datos: Q3280940